# Timo Kotipelto
Timo Antero Kotipelto (Lappajärvi, 15 de março de 1969) é um músico, vocalista da banda de power metal finlandesa Stratovarius e da sua própria banda Kotipelto.

## Biografia

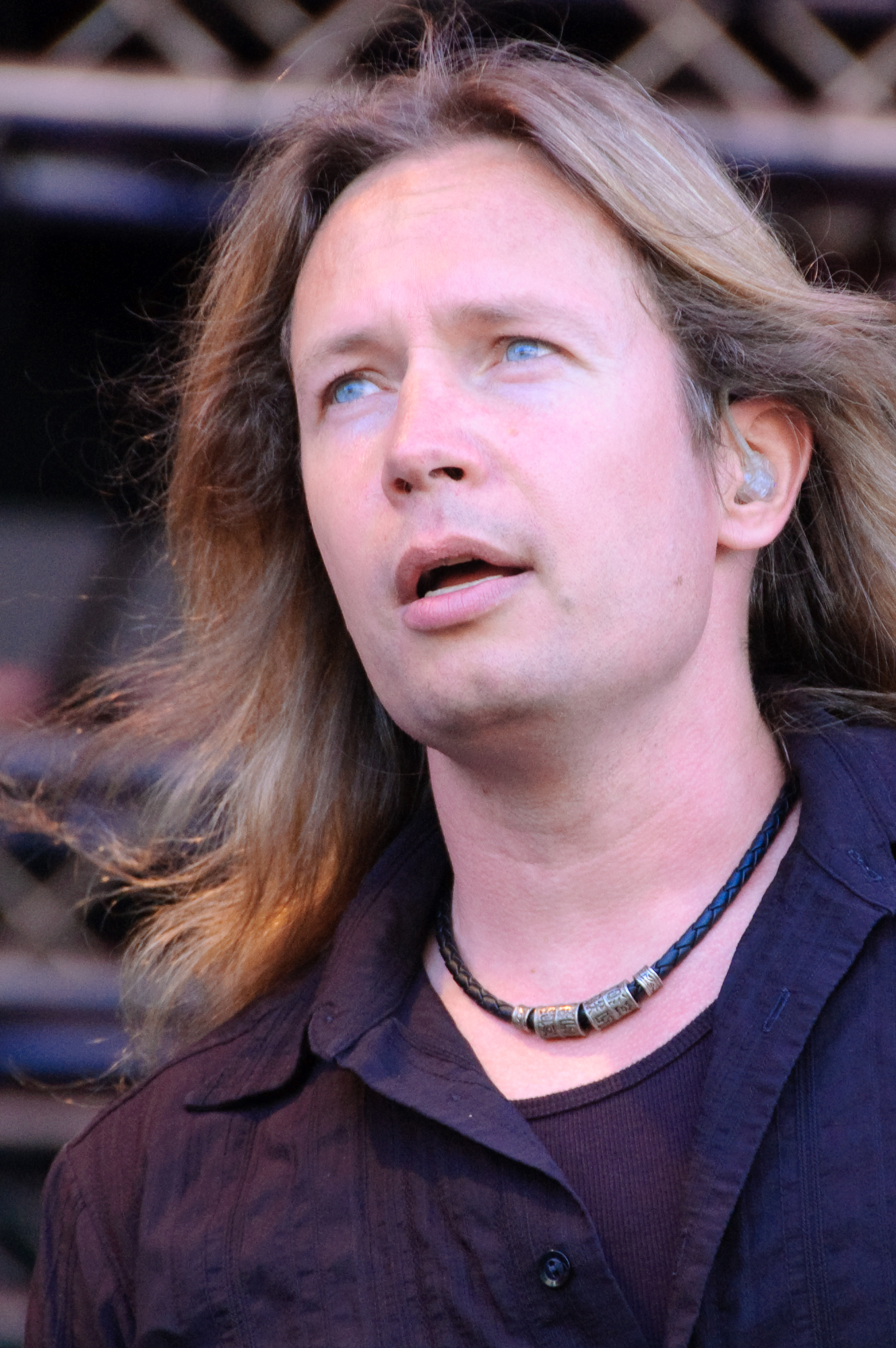
Timo Kotipelto em 2009 no Ilosaarirock festival.

Kotipelto nasceu em Lappajärvi na Finlândia. Aos 13 anos, seus pais compraram uma bateria para ele, que ele tocou até os 16 anos de idade, quando descobriu que gostava mesmo era de cantar. Ele foi então estudar canto no conservatório de pop e jazz de Helsinki, posteriormente atuando como vocalista para uma pequena banda que montou com seus amigos, chamada Filthy Asses. No Verão de 1994, ele respondeu a um anúncio da banda Stratovarius, que estava à procura de um vocalista, e entrou para a banda. Após sua entrada na banda, a Stratovarius tornou-se famosa internacionalmente. O primeiro álbum que ele gravou com a banda foi o Fourth Dimension, em 1995.

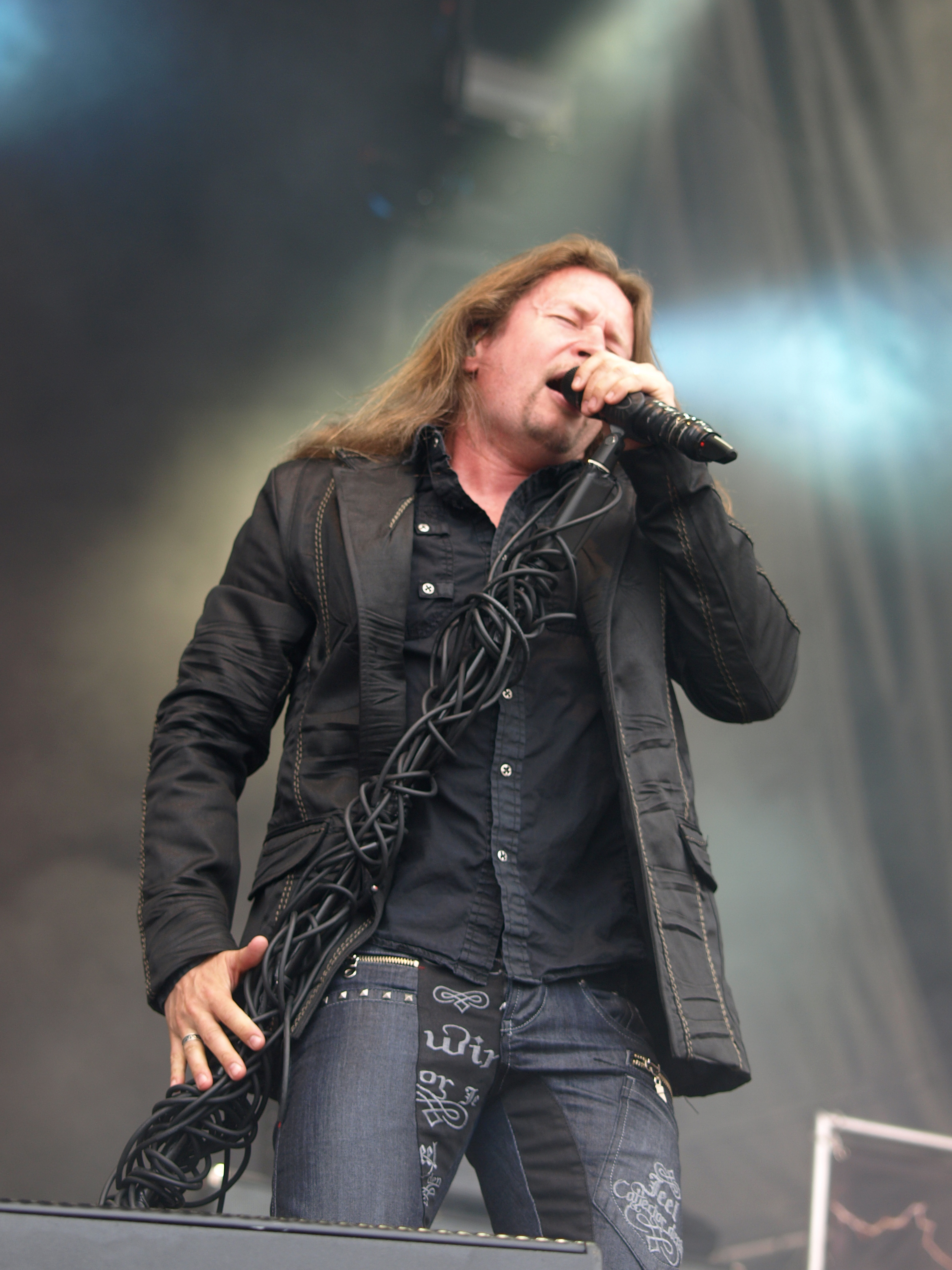
Timo Kotipelto no Tuska Open Air de 2013.

Timo Kotipelto também fez os backing vocals para algumas canções do álbum Silence do Sonata Arctica, e participações em álbuns de outras bandas, como Warmen. Timo foi o cantor selecionado para cantar a trilha sonora em finlandês do desenho Irmão Urso da Disney.
No final de 2003, Kotipelto separou-se do Stratovarius por desentendimentos internos, principalmente com o guitarrista Timo Tolkki. Depois de muita confusão durante 2004, ele voltou à banda em Janeiro de 2005.
Ele esteve em uma turnê mundial com a banda, tocando ao vivo em países como Japão, Alemanha, Taiwan e China. Já veio ao Brasil e cantou junto com Rod Kresp, vocalista da banda The Vault.
Kotipelto começou seu projeto solo, chamado Kotipelto, em 2002. Ele lançou dois álbuns e um terceiro, intitulado Serenity, lançado em 2007.
Em 2012, lançou o álbum acústico Blackoustic, em parceria com o ex-guitarrista do Sonata Artica Jani Liimatainen, com o qual já havia trabalhado no projeto Cain's Offering.

## Discografia

### Cain's Offering
- Gather of Faithful (2009)
- Stormcrow (2015)

### Stratovarius
- Fourth Dimension (1995)
- Episode (1996)
- Visions (1997)
- Visions of Europe (Live, 1998)
- Destiny (1998)
- The Chosen Ones (coletanea, 1999)
- Infinite (2000)
- Infinite Visions (DVD, 2000)
- Intermission (2001)
- Elements, Pt. 1 (2003)
- Elements, Pt. 2 (2003)
- Stratovarius (2005)
- Polaris (2009)
- Elysium (2011)
- Nemesis (2013)
- Eternal (2015)
- Enigma: Intermission 2 (2018)
- Survive (2022)

### Kotipelto
- Waiting for the Dawn (2002)
  - Beginning (single) (2002)
- Coldness (2004)
  - Reason (single) (2004)
  - Take Me Away (2004)
- Serenity (2007)
  - Sleep Well (single)(2006)
- Gather the Faithful (2009)

### Timo Tolkki
- Classical Variations and Themes (1994)